# Chemia bionieorganiczna

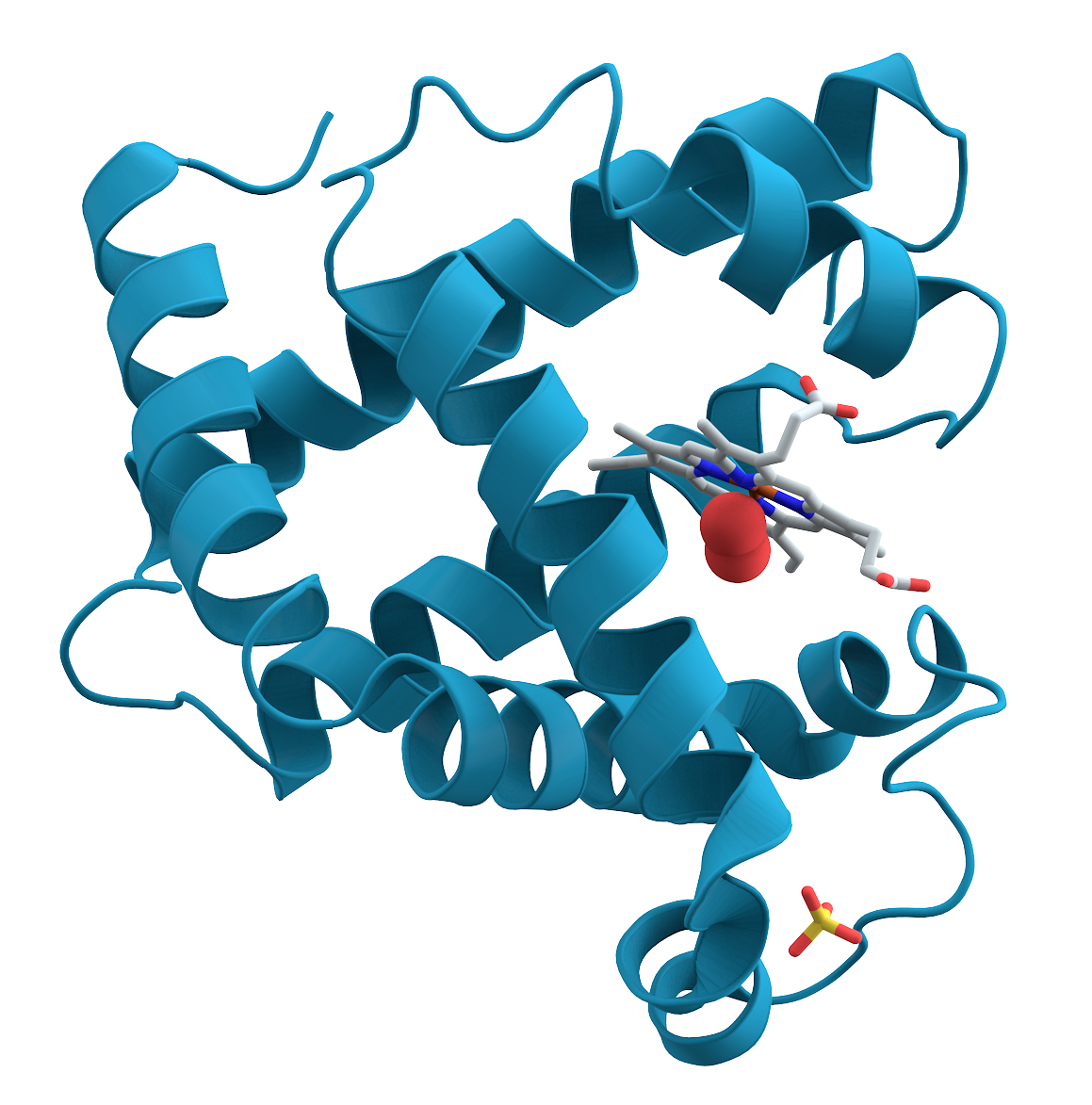
Cząsteczka mioglobiny. Różne kolory oznaczają poszczególne helisy alfa budujące pojedynczą cząsteczkę mioglobiny.

Schemat łańcucha oddechowego - procesu biologicznego związanego z transportem jonów w komórce i kontrolowaniu ich stężenia.

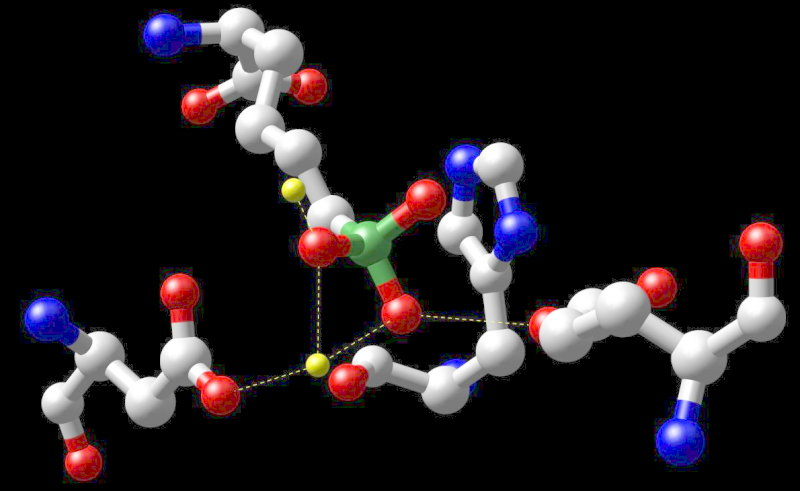
Centrum katalityczne arginazy z inhibitorem kwasu borowego – atomy manganu zaznaczono na żółtu.

Chemia bionieorganiczna – dziedzina chemii badająca rolę metali w układach biologicznych. Ponieważ chemia bionieorganiczna stanowi połączenie chemii nieorganicznej i biochemii, to dyscyplina ta zajmuje się zarówno naturalnymi zjawiskami, takimi jak mechanizm działania metaloprotein, jak i zmodyfikowanymi cząsteczkami białek oraz całkowicie sztucznymi układami wzorowanymi na naturalnych. 
Do istotnych procesów, którymi zajmuje się ta nauka, należy transport elektronów w kompleksach białkowych, wiązanie i aktywacja substratów przez enzymy wykorzystujące atomy metali jako kofaktory oraz badanie transportu jonów przez pompy jonowe. Wiele procesów biologicznych o dużym znaczeniu dla przetrwania danego organizmu (m.in. oddychanie komórkowe) jest całkowicie zależnych od obecności układów, które są przedmiotem badań chemii bionieorganicznej. 
Pokrewną dyscypliną, która w pewien sposób zawiera się w chemii bionieorganicznej, jest chemia bioorganometaliczna, zajmująca się badaniem związków bioorganometalicznych (posiadających atomy węgla bezpośrednio związane z atomem metalu).

## Historia
Po raz pierwszy związki metaloorganiczne zostały wykorzystane w medycynie przez Paula Ehrlicha do leczenia kiły. W 1909 opracował on Salvarsan, związek aromatyczny zawierający arsen, będący (mimo swojej wysokiej szkodliwości) pierwszym skutecznym lekiem na kiłę. Kolejnym dużym krokiem w rozwoju chemii bionieorganicznej było wykorzystanie cis-platyny (cis-PtCl2(NH3)2) przez Barnetta Rosenberga do leczenia nowotworów w latach 60. XX wieku. Rozwój technik biofizycznych takich jak krystalografia rentgenowska i spektroskopia NMR biopolimerów, pozwolił na dokładne badania strukturalne biocząsteczek, co doprowadziło do ustalenia budowy centrów aktywnych wielu metaloenzymów oraz oddziaływań kwasów nukleinowych z atomami metali.
Obecnie dalszy rozwój tych technik, a także różnych rodzajów metod spektroskopowych i obliczeniowych, umożliwia dokładniejsze badanie mechanizmów reakcji zachodzących z udziałem związków bionieorganicznych, a także pozwala na projektowanie ich różnych syntetycznych analogów.

## Tematyka badań

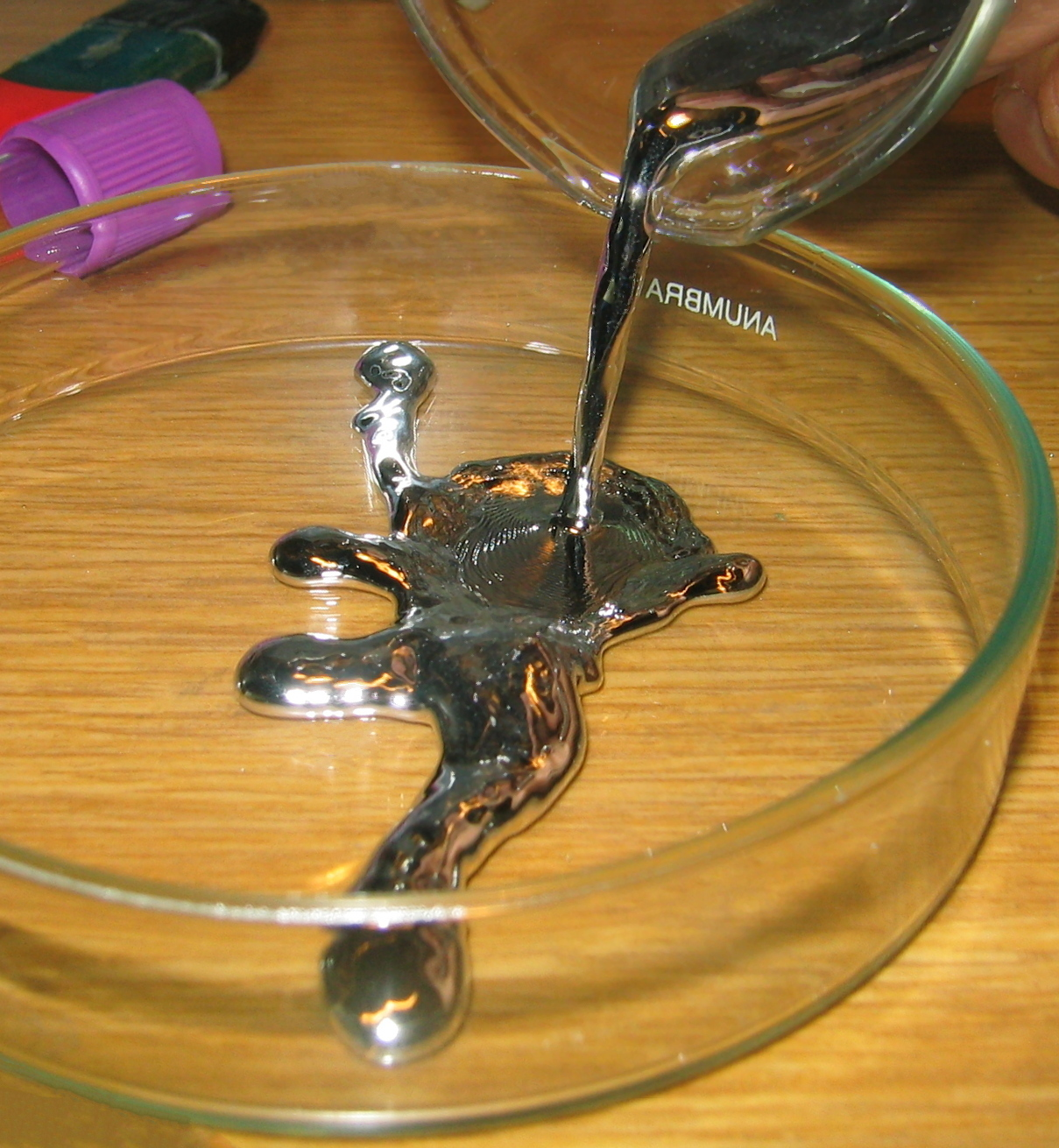
Rtęć nalewana na szalkę Petriego. Rtęć jest silnie trującym metalem ciężkim, niszczącym błony biologiczne i wiążącym się z białkami, co zakłóca liczne procesy biochemiczne.

Główne gruczoły odpowiedzialne za homeostazę wapnia.

Zakres badań prowadzonych w dziedzinie chemii bionieorganicznej jest bardzo szeroki. Do najważniejszych tematów należą:

### Transport i magazynowanie metali
Termin ten oznacza wszystkie procesy zachodzące w komórce, polegające na transporcie jonów oraz kontrolowaniu ich stężenia w różnych obszarach komórki, a także sposoby na związanie i przechowywanie jonów. Transport jonów jest niezwykle ważny dla zachowania homeostazy, zarówno na poziomie pojedynczej komórki, jak i całego organizmu. 
Podstawowe procesy biologiczne związane z tym procesem to:
- faza jasna fotosyntezy
- łańcuch oddechowy
- przewodzenie impulsów nerwowych
- wiele szlaków transdukcji sygnału w komórce jest zależnych od jonów wapnia
- usuwanie toksycznych metali ciężkich

Do głównych białek związanych z tymi procesami należy wymienić kanały jonowe, zależne od ATP pompy jonowe oraz białka wiążące jony (np. ferrytyna). Ponadto w procesach transportu lub wiązania jonów biorą udział związki małocząsteczkowe, do których zalicza się m.in. syderofory oraz jonofory. W biologii systemów wprowadzono termin metalom na opisanie wszystkich układów zaangażowanych w kontrolę stężenia jonów metali w organizmie.

### Hydrolazy
Hydrolazy są enzymami tworzącymi lub zrywającymi wiązania w reakcjach chemicznych, w których bierze udział cząsteczka wody. Hydrolazy tworzą jedną z sześciu podstawowych klas enzymów i biorą udział w różnorodnych procesach metabolicznych. 
Do hydrolaz wykorzystujących w roli katalitycznej kationy metali należą m.in.:
- proteinazy zależne od jonów cynku
- fosfatazy zależne od jonów żelaza, manganu, magnezu i cynku
- anhydraza węglanowa, która wymaga obecności jonów cynku

### Transport elektronów przez metaloproteiny
Białka zdolne do przeprowadzania procesów związanych z transportem elektronów zalicza się do trzech głównych klas: 
- białek zawierających centra żelazowo-siarkowe takich jak ferrodoksyna i rubredoksyna
- niebieskich białek zawierających miedź, do których należy plastocyjanina
- cytochromów

W większości przypadków białka te współpracują z transporterami elektronów niezawierającymi atomów metali, np. z  chinonami.

### Białka transportujące tlen
Białka zdolne do wiązania i transportu cząsteczek tlenu wymagają do swojego działania obecności metali, takich jak żelazo, mangan lub miedź. Najbardziej rozpowszechnionym układem zdolnym do wiązania tlenu jest hem, występujący w hemoglobinie oraz mioglobinie. Do innych białek z tej grupy zaliczyć można hemocyjaninę oraz hemoetrynę. 
Innymi białkami wiążącymi tlen są oksydazy oraz oksygenazy, wykorzystujące tlen cząsteczkowy do przeprowadzania reakcji chemicznych związanych z wytwarzaniem energii (oksydaza cytochromowa), utlenianiem związków organicznych (cytochrom P450, monooksygenaza metanowa). Ponadto wiele z tych białek jest koniecznych do ochrony komórek przed reaktywnymi formami tlenu, takimi jak nadtlenek wodoru oraz rodnik hydroksylowy. Do enzymów tych należą: peroksydazy, katalazy oraz dysmutaza ponadtlenkowa.

### Układy bioorganometaliczne
Do związków bioorganometalicznych zalicza się głównie hydrogenazy oraz pochodne kobalaminy. Ponadto wiele związków tego rodzaju jest zaangażowanych w usuwanie metali ciężkich przez organizmy jednokomórkowe.

### Metabolizm azotu
Większość szlaków metabolicznych związanych z metabolizmem azotu wymaga obecności metaloprotein. Do najlepiej zbadanych należy nitrogenaza, konieczna do wiązania azotu atmosferycznego i redukcji go do amoniaku, który może być następnie użyty do syntezy aminokwasów. 
Badania nad tym procesem odgrywają duże znaczenie, ponieważ otrzymanie genetycznie zmodyfikowanych roślin zdolnych do przeprowadzenia tego procesu pozwoliłoby na znacznie mniejsze zużycie nawozów sztucznych.